# Voluntários da Pátria Football Club
O Voluntários da Pátria Football Club foi um clube brasileiro de futebol da cidade de São Paulo. Fundado em 25 de janeiro de 1914, foi campeão amador paulista da Segunda Divisão (atual A2) de 1927 (APEA).

## Participações em estaduais
- Segunda Divisão (atual A2) = 5 (cinco)

- 1927 - 1928 - 1929 - 1930 - 1931.
- Terceira Divisão (atual A3) = 4 (quatro)

- 1919 - 1924 - 1925 - 1926.

## Títulos
Estaduais
- Campeonato Paulista - Série A2 = 1927